# Distretto di Amuria
Il distretto di Amuria è un distretto dell'Uganda, situato nella Regione orientale.